# Aero-Ellipse

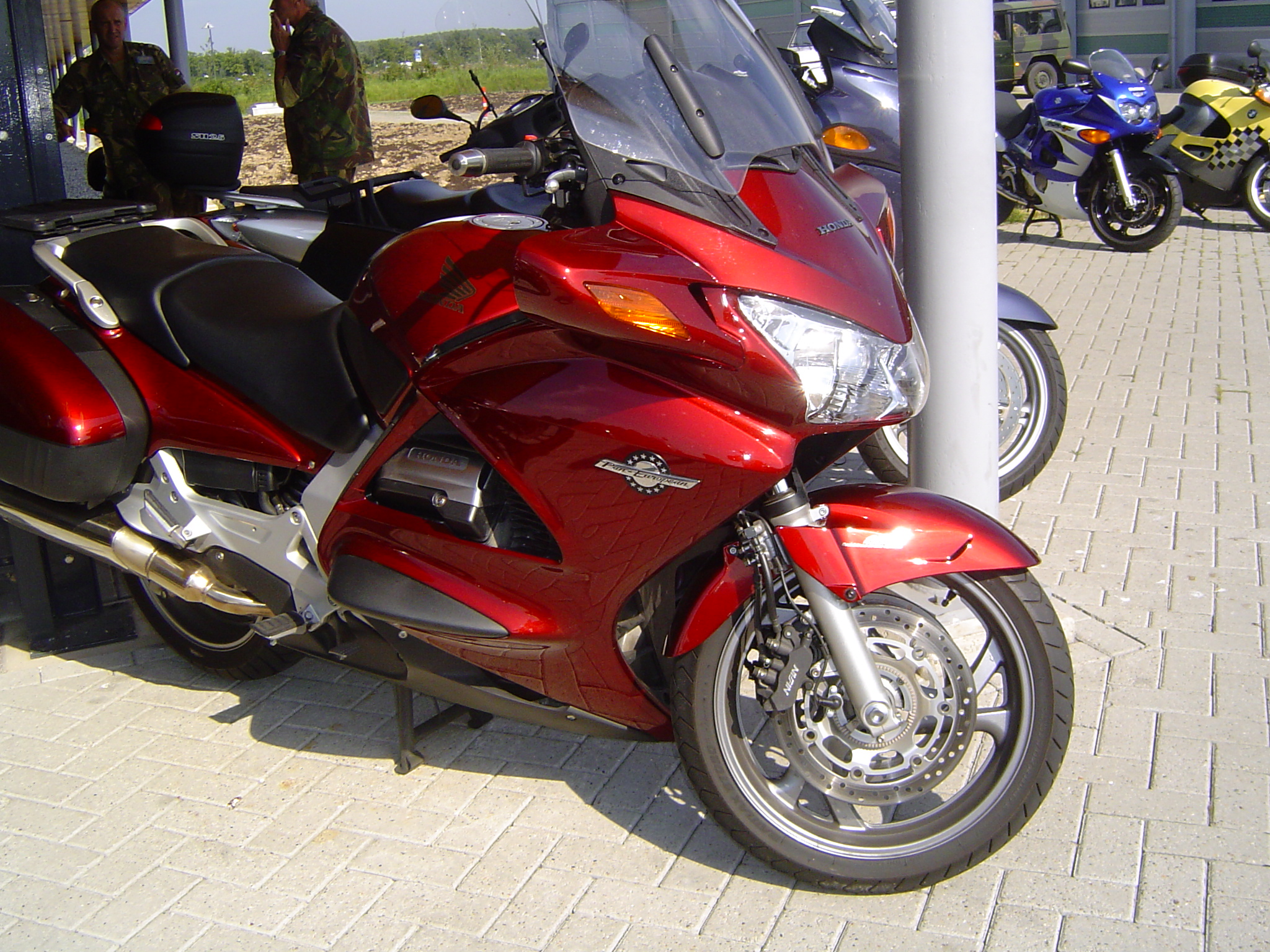
De Aero-Ellipse vormgeving van de Honda ST 1300 Pan European

Aero-Ellipse is de benaming voor de styling van de Honda ST 1300 Pan European die in 2001 werd gepresenteerd. 
Deze styling, herkenbaar aan bijzondere elementen zoals driehoekige uitlaatdempers en futuristsische kop- en achterlichten was ook op de VFR 800 te vinden.
Een vroegere ontwerpstijl van Honda was Eurostyling